# Carlo's Bake Shop

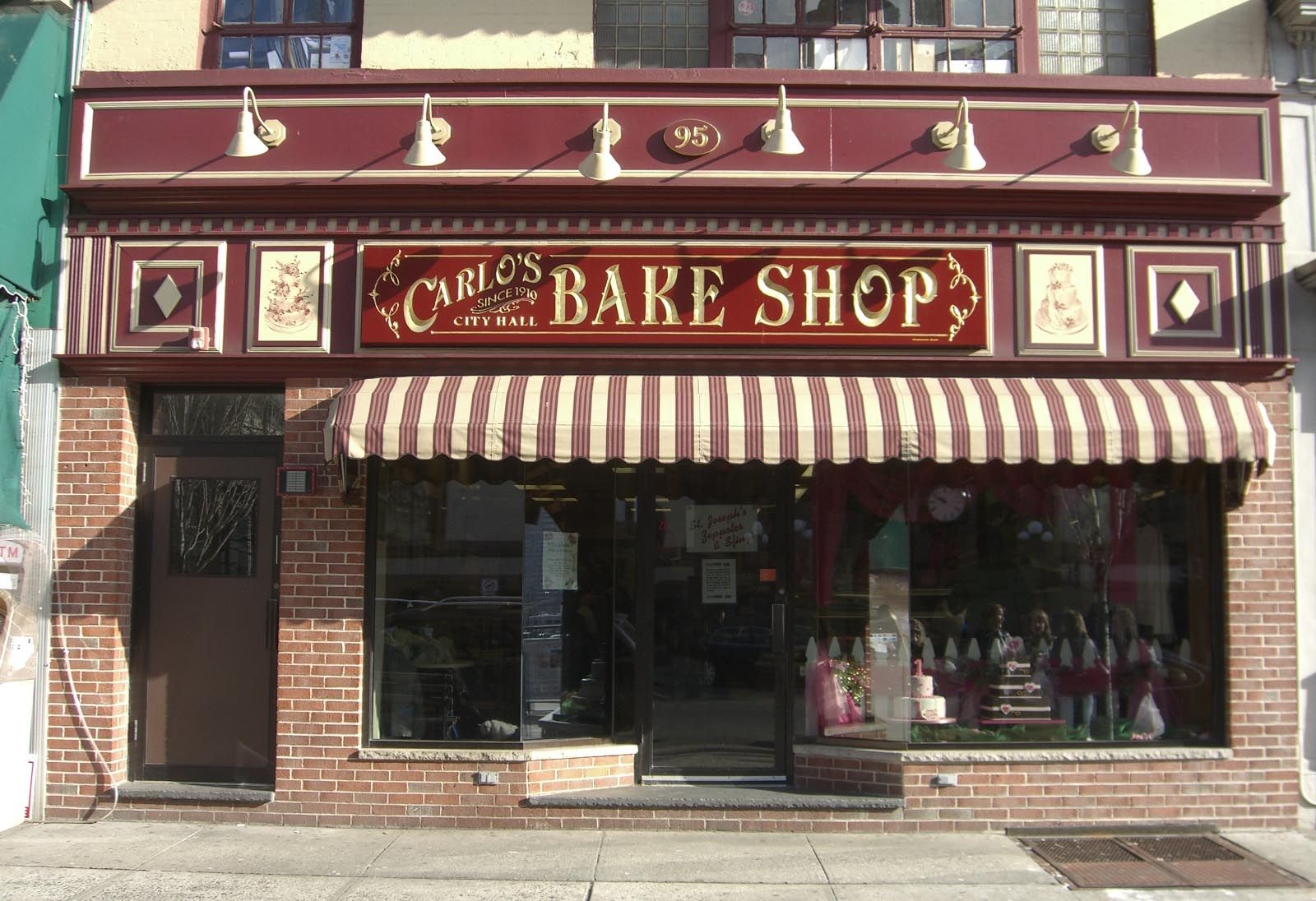
Uma das filiais da Carlo's Bakery, em Hoboken.

A Carlo's Bake Shop, popularmente conhecida como Carlo's Bakery, é uma rede de padarias estadunidense com sede em Hoboken. Propriedade de Buddy Valastro, a rede ficou famosa devido ao reality show Cake Boss, exibido na TLC.

## História

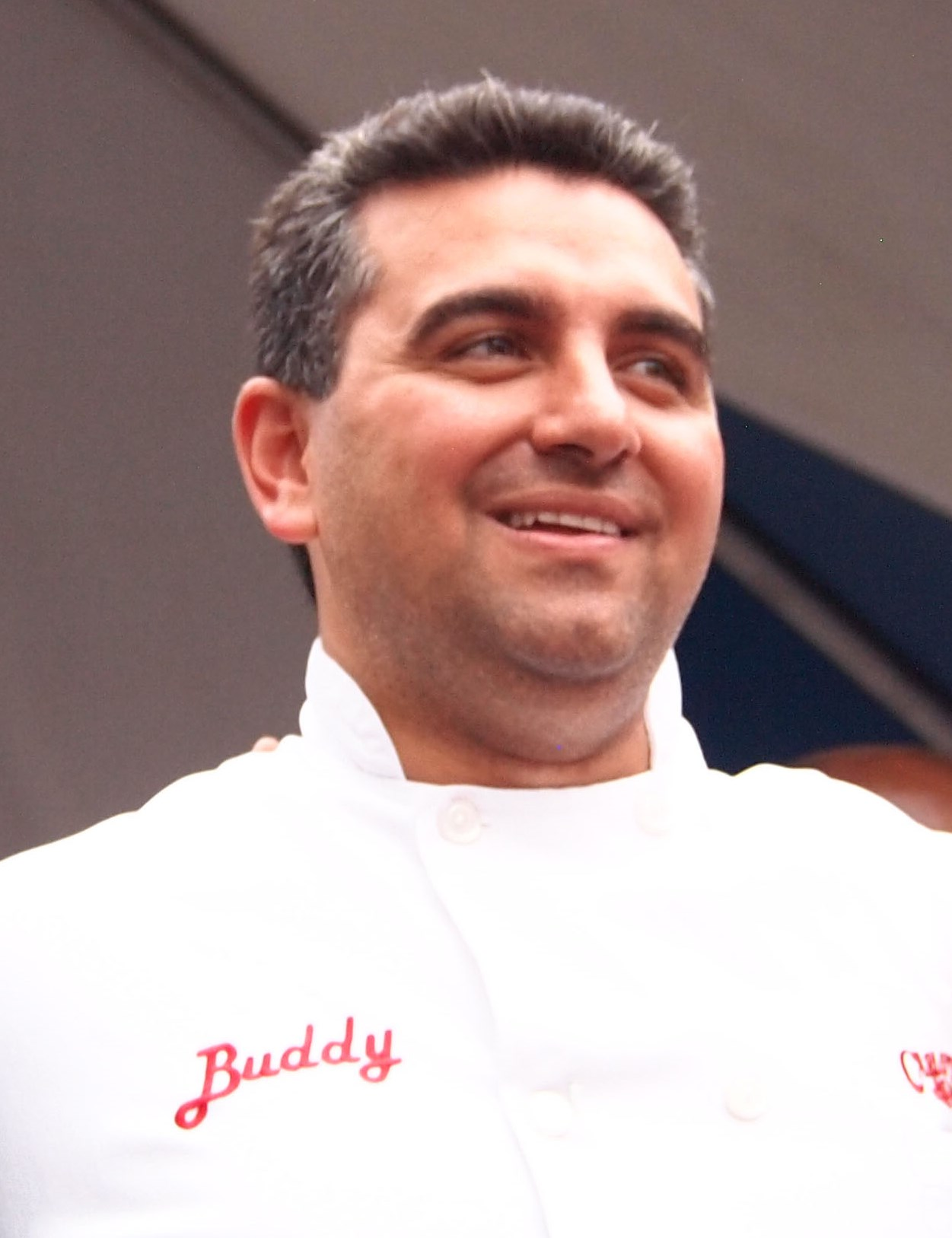
Buddy Valastro, o atual dono da rede Carlo's Bakery.

Em 1910, a Carlo's Bakery foi fundada por Carlo Guastaferro em Hoboken. Em 1964, a padaria foi adquirida por Bartolo "Buddy" Valastro. O filho dele, Buddy Valastro Jr, trabalha atualmente na padaria com a ajuda de quatro irmãs, três cunhados e outros membros da família, além de amigos. Um funcionário notável foi Sal Picinich, que começou a trabalhar na padaria após a compra pela família Valastro e seguiu na Carlo's Bakery até falecer, em 30 de janeiro de 2011.
A padaria tornou-se mundialmente conhecida com Cake Boss, um reality show que estreou na TLC em abril de 2009. Cake Boss mostra a rotina diária dos funcionários da padaria, dando enfoque à confecção de bolos esculturais.
Como resultado da popularidade de Cake Boss, foi construída uma fábrica da empresa em Lackawanna Center,
um complexo industrial-varejista misto em Jersey City. A Carlo's Bakery alugou um espaço no complexo, que é usado como espaço adicional para a fabricação de bolos especiais, além de ter a capacidade de produzir produtos de panificação para serem distribuídos pelos Estados Unidos. Devido ao pequeno espaço na sede em Hoboken, a Carlo's Bakery foi incapaz de enviar bolos além da distância onde costumava anteriormente fazer entregas. Para resolver esse problema, em outubro de 2009, foi realizada uma venda limitada de tortas pela Internet a fim de se testar a viabilidade da venda de produtos de panificação online.
Em janeiro de 2012, devido à repercussão trazida à cidade de Hoboken devido à padaria, Buddy Valastro foi nomeado pelo jornal Hudson Reporter como uma das 50 pessoas mais influentes do Condado de Hudson.

## Filiais

### Estados Unidos
Em 24 de maio de 2011, foi aberta a primeira filial da padaria, denominada Cake Boss Cafe, na Discovery Times Square Exposition, em Nova Iorque. A Cake Boss Cafe vende produtos do reality Cake Boss. Em 2013, foram abertas três novas filiais em Nova Jérsei: no dia 10 de fevereiro, em Ridgewood; no dia 1º de setembro, em Westfield; e no dia 23 de novembro, em Red Bank.
Em março de 2014 foi aberta mais uma filial em Nova Jérsei, na cidade de Morristown, além de outra no The Venetian, em Las Vegas. Em novembro do mesmo ano, uma loja foi inaugurada em Marlton, também no estado de Nova Jérsei.

### Brasil
Em 2015, foi anunciado que seria aberta uma filial da Carlo's Bakery no Brasil, cujo sócio responsável pela administração do local seria escolhido por meio do reality show Batalha dos Confeiteiros Brasil, produzido pela RecordTV. O programa ocorreu no segundo semestre de 2015 e o vencedor foi Rick Zavala. Rick administra a filial brasileira que foi inaugurada na Rua Bela Cintra, nos Jardins, desde dezembro de 2016.